# Anomalocosmoecus illiesi
Anomalocosmoecus illiesi är en nattsländeart som först beskrevs av G. Marlier 1962.  Anomalocosmoecus illiesi ingår i släktet Anomalocosmoecus och familjen husmasknattsländor. Inga underarter finns listade i Catalogue of Life.